# Zdravščica
Zdravščica povirni tok potoka Bajdinc in izvira pri naselju Mali Ločnik nad Želimeljsko dolino. Bajdinc se nato izliva v potok Želimeljščica, ki teče skozi vas Želimlje. Ta se severno od Iga kot desni pritok izliva v reko Iščico, ki se nato izliva v Ljubljanico.